# Onthophagus latigibber
Onthophagus latigibber là một loài bọ cánh cứng trong họ Bọ hung (Scarabaeidae).